# Аджмерская суба
Аджмерская суба — одна из первых суб (провинций) Империи Великих Моголов после административной реформы Акбара. Его границы примерно соответствовали современному Раджастану, а столицей был город Аджмер. Она граничила с субами Агра, Дели, Гуджарат, Тэтта, Мултан и Малва.

## История
Покровительство Моголов городу Аджмер в XVI веке посредством поддержки местных суфийских святынь (например, одной, посвященной Муинуддину Чишти) через вакуфы, кульминацией которого стало паломничество Акбара в сам город в 1562 году. Джахангир продолжил наследие паломничества и императорского покровительства. Шах Джахан также посещал святыню в 1628, 1636, 1643 и 1654 годах. Аурангзеб посетил его однажды, перед своими кампаниями в Декане.
В течение короткого периода в 1720 году Аджит Сингх из Марвара оккупировал Аджмер и провозгласил независимость от правления Великих Моголов, пока Мухаммад-шах не отвоевал провинцию.
В марте 1752 года маратхские пешвы потребовали от моголов губернаторства в Аджмере, и Джаяппаджи Рао Шинде начал войну, поддержав Рама Сингха из Марвара, когда просьба была отклонена, и разграбил город Аджмер.

## Правительство

### Субадары
| Персональное имя          | Правление       |
| ------------------------- | --------------- |
| Шараф ад-дин Хусайн-мирза | 1560 — 1563     |
| Дастам Хан                | 1580 — ок. 1595 |
| Шерза Хан                 | 1595-?          |
| Принц Салим               | 1598-?          |
| Махабат-хан               | 1628—1633       |
| Ифтихар Хан               | ок. 1680-?      |
| Шуджат Хан                | ок. 1710-?      |
| Аджит Сингх               | 1719—1723       |
| Хайдер Кули Хан           | 1723-?          |
| Камар ад-Дин              |                 |
| Савай Джай Сингх II       | 1740-?          |
| Маратхское правление      |                 |
| Говинд Рао                | 1758-?          |
| Сантуджи                  | 1770-е          |
| Мирза Чаман Бег           | 1770-е          |
| Пандит Говинд Рай         | 1780-е          |
| Рао Бала Инглия           | ок. 1807        |
| Рао Гоманджи Шинде        | 1810-е          |

## Административное деление
При правлении Акбара Аджмер был разделен на 7 саркаров.
| Саркар           | Парганы |
| ---------------- | ------- |
| Аджмер (столица) | 24      |
| Джодхпур         | 21      |
| Читтор           | 28      |
| Рантхамбор       | 36      |
| Нагаур           | 30      |
| Сирохи           |         |
| Биканер          |         |